# Дёрт (город)
Дёрт (нем. Dörth) — община в Германии, в земле Рейнланд-Пфальц.
Входит в состав района Рейн-Хунсрюк. Подчиняется управлению Эммельсхаузен. Население составляет 511 человек (на 31 декабря 2010 года). Занимает площадь 5,16 км².